# Rozdepkowate
Rozdepkowate (Neritidae) – szeroko rozprzestrzeniona rodzina małych, słodko-, słonawo- i słonowodnych ślimaków przodoskrzelnych. Obejmuje kilkaset gatunków, w tym około 110 gatunków słodkowodnych.

## Etymologia nazwy
Nazwa naukowa pochodzi od rodzaju typowego tej rodziny (Nerita sp.) – i ma swe źródło w imieniu jednego z greckich bogów morza: Neritesa, syna Nereusa i okeanidy Doris, którego Afrodyta, z zemsty za to, że wolał pozostać w morskim królestwie rodziców zamiast towarzyszyć jej w drodze na Olimp, zamieniła w ślimaka. Nazwa polska pochodzi od jedynego przedstawiciela tej rodziny występującego w Polsce – rozdepki rzecznej (Theodoxus fluviatilis).

## Cechy morfologiczne i anatomiczne

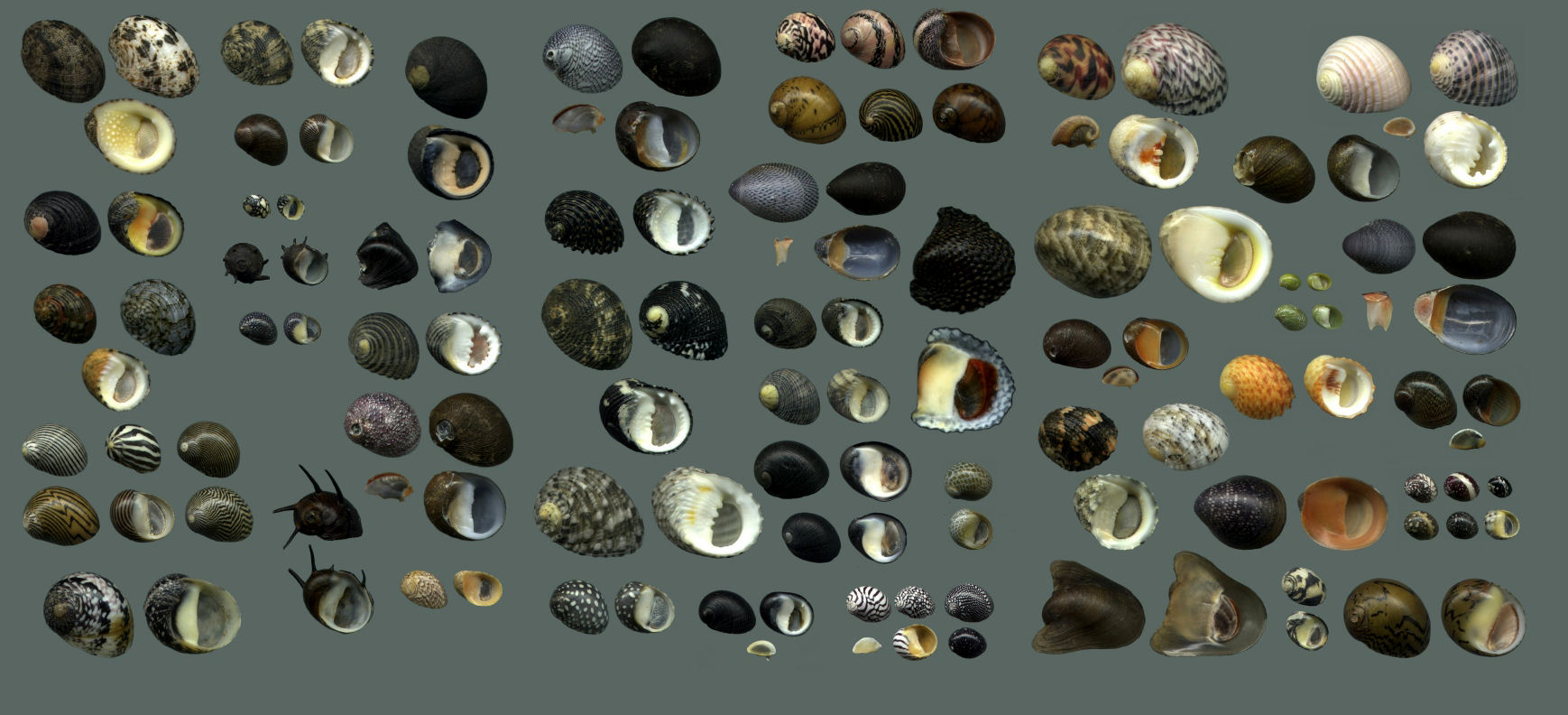
Muszle różnych przedstawicieli rodziny Neritidae

Muszla grubościenna, półkolista, zbudowana z niewielu skrętów, z których ostatni jest rozdęty i znacznie większy niż poprzedzające. Bez dołka osiowego i przegród wewnętrznych, które są resorbowane w trakcie wzrostu. Powierzchnia muszli gładka lub żeberkowana, zwykle żywo ubarwiona. Otwór muszli półkolisty, brzeg kolumienkowy zgrubiały, ma postać szerokiej i płaskiej płytki, która bywa gładka lub ornamentowana. Wieczko wapienne, grube, o budowie spiralnej, zaopatrzone w wyrostek wewnętrzny służący jako miejsce przyczepu mięśnia.
Ciało krępe, głowa duża, zaopatrzona w szeroki ryjek i parę długich, kurczliwych czułków. U nasady czułków, po stronie zewnętrznej osadzone są (na niewielkich słupkach) oczy. Noga szeroka i krótka, zwężona w tylnej części. Skrzele trójkątne, zbudowane z trzech rzędów blaszek. Nie posiadają szczęk właściwych i gruczołów ślinowych, radula typu rhipidoglossa. Jelito tylne przebija komorę dwuprzedsionkowego serca. Otwór odbytowy po prawej stronie jamy płaszczowej. Układ nerwowy prymitywny, unerwienie nogi drabinkowe.  
Rozdzielnopłciowe, układ rozrodczy samic złożony: podzielony na część przyjmującą nasienie i część wyprowadzającą jaja, w związku z czym każda samica posiada dwa lub nawet trzy (zależnie od gatunku) otwory płciowe. Samce można rozróżnić po tym, że posiadają z prawej strony głowy duże prącie.

## Występowanie i biologia
Przedstawiciele rodziny występują w wodach słodkich, słonawych i słonych stref klimatu umiarkowanego, subtropikalnego i tropikalnego. W Europie reprezentowane przez dwa rodzaje: Theodoxus i Smaragdia, z których w Polsce występuje tylko jeden gatunek: rozdepka rzeczna. Zamieszkują litoral, są roślinożerne.

## Taksonomia
Zróżnicowana rodzina, obejmuje kilkaset gatunków, w tym około 110 gatunków słodkowodnych, zgrupowanych w kilkunastu rodzajach współczesnych oraz kilkunastu rodzajach kopalnych. Według podziału zaproponowanego przez Boucheta i innych (2017) należące do niej gatunki zgrupowane są w cztery podrodziny:
- Neritinae Rafinesque, 1815 – synonimy: Neritellinae Gray, 1847; Protoneritidae Kittl, 1899
- Neritininae Poey, 1852 – synonimy: Orthopomatini Gray, 1868; Stenopomatini Gray, 1868; Septariini Jousseaume, 1894; Theodoxinae Bandel, 2001
- Smaragdiinae H.B. Baker, 1923
- † Velatinae Bandel, 2001[7]

Najliczniej reprezentowane są rodzaje Nerita, Neritina, Smaragdia.
Wyróżniana przez Bouchet et al. 2005 kopalna podrodzina Neritariinae Wenz, 1938 została podniesiona do rangi rodziny (Neritariidae) przez Bouchet et al. 2017. W bazie MolluscaBase takson Smaragdiinae traktowany jest jako synonim podrodziny Neritinae.

## Wykorzystanie

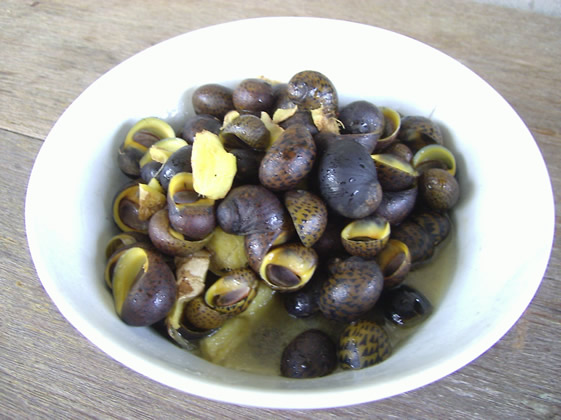
Potrawa przygotowana z przedstawicieli rodziny rozdepkowatych, złowionych w rzece Rajang na Malezji

Niektóre gatunki są poławiane i wykorzystywane gospodarczo, jako pokarm, muszle wykorzystywane są do produkcji ozdób.